# Comunitat de comunes Cœur d'Yvelines
La Comunitat de comunes Cœur d'Yvelines (oficialment: Communauté de communes Cœur d'Yvelines) és una Comunitat de comunes del departament d'Yvelines, a la regió de l'Illa de França.
Creada al 2004, està formada per 31 municipis. La seu es troba a Saulx-Marchais.

## Municipis
1. Auteuil
2. Autouillet
3. Bazoches-sur-Guyonne
4. Béhoust
5. Beynes
6. Boissy-sans-Avoir
7. Flexanville
8. Galluis
9. Gambais
10. Garancières
11. Goupillières
12. Grosrouvre
13. Jouars-Pontchartrain
14. Marcq
15. Mareil-le-Guyon
16. Méré
17. Les Mesnuls
18. Millemont
19. Montfort-l'Amaury
20. Neauphle-le-Château
21. Neauphle-le-Vieux
22. La Queue-les-Yvelines
23. Saint-Germain-de-la-Grange
24. Saint-Rémy-l'Honoré
25. Saulx-Marchais
26. Thiverval-Grignon
27. Thoiry
28. Le Tremblay-sur-Mauldre
29. Vicq
30. Villiers-le-Mahieu
31. Villiers-Saint-Frédéric